# 多伊蘭湖

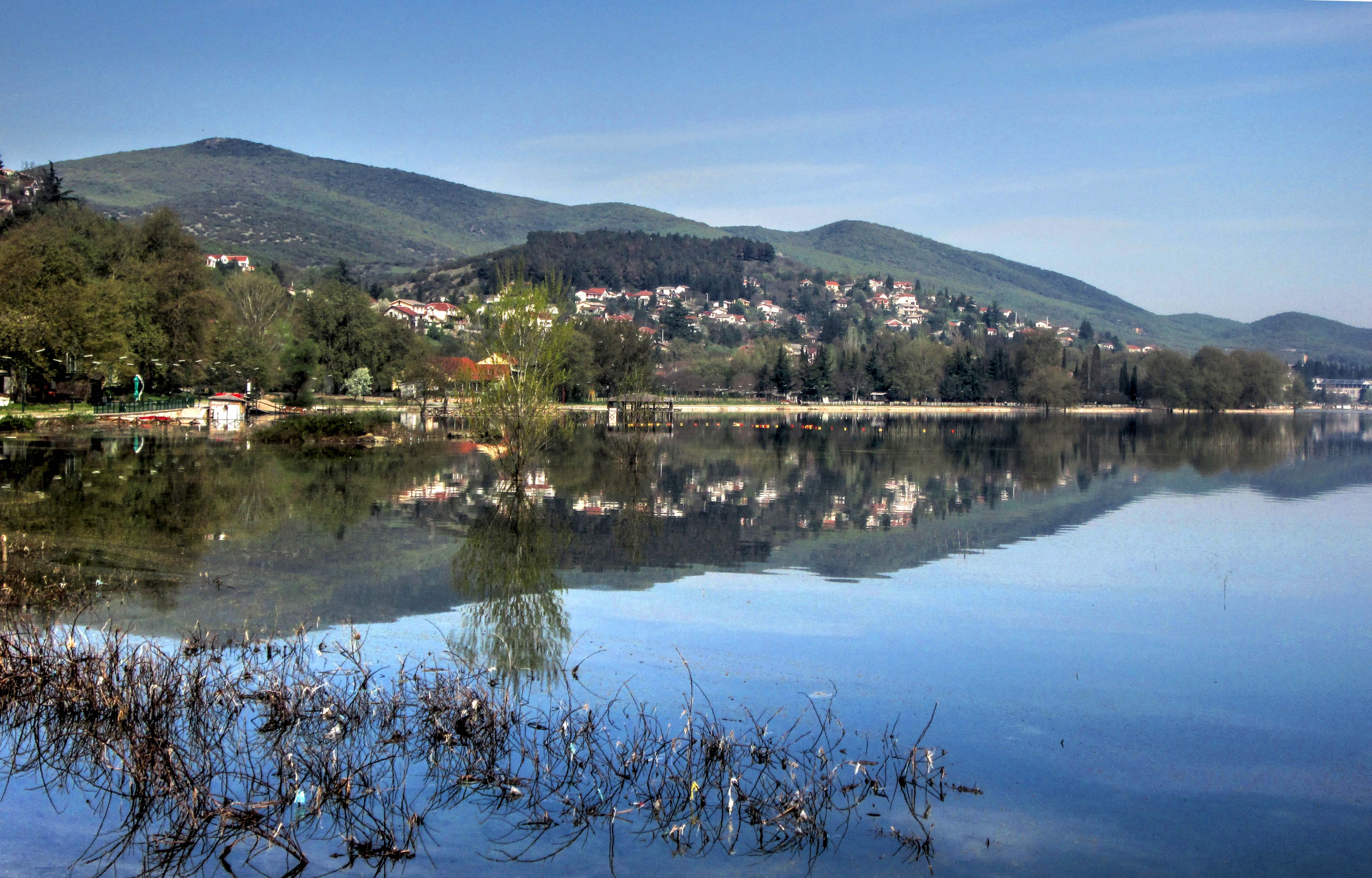
多伊蘭湖

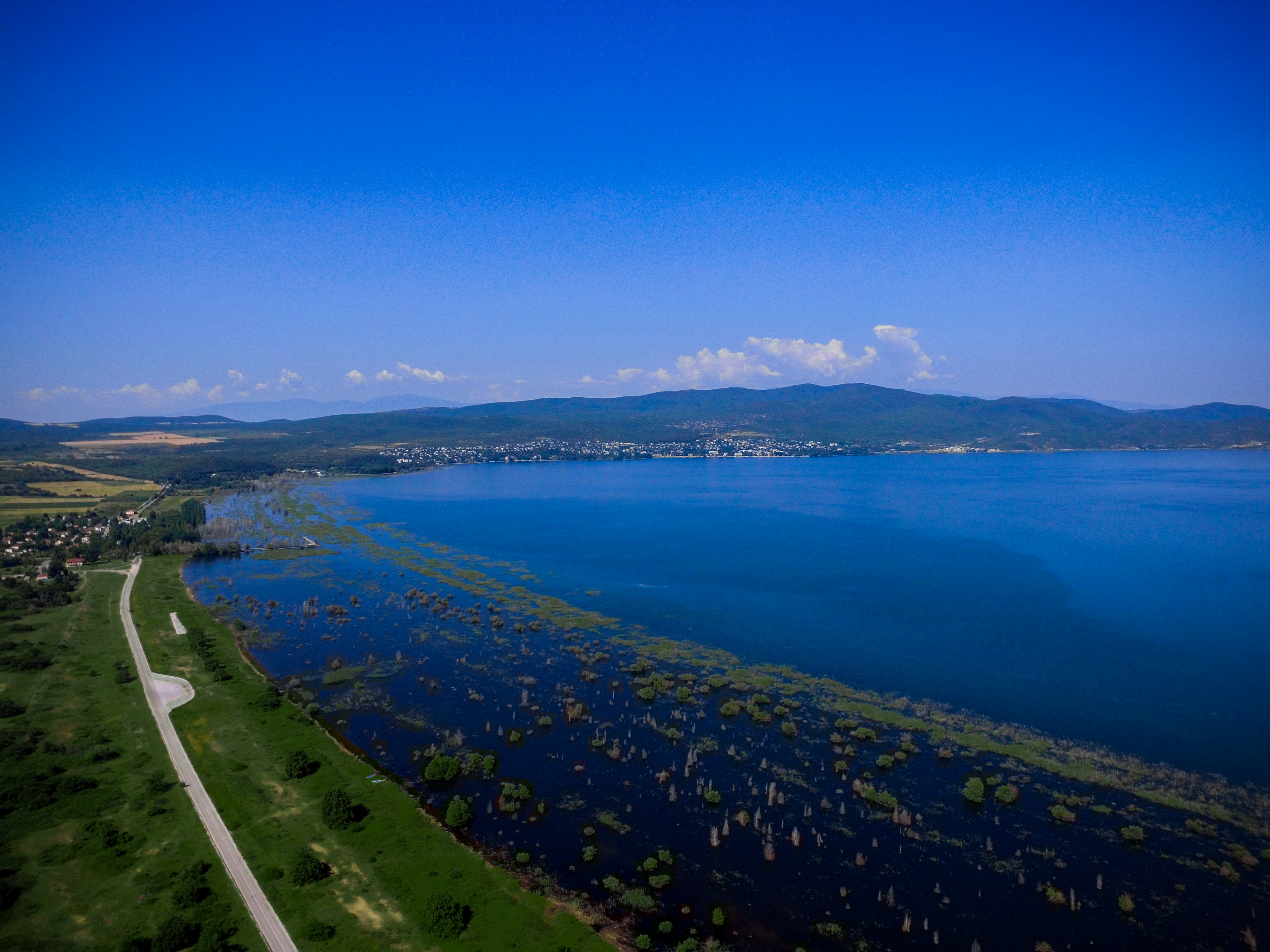
高空俯瞰

41°12′N 22°45′E / 41.200°N 22.750°E
多伊蘭湖是歐洲南部的湖泊，位於希臘和北馬其頓之间，長8.9公里、寬7.1公里，面積43.1平方公里，其中22平方公里位於希臘境內，海拔高度148米，最大水深10米。

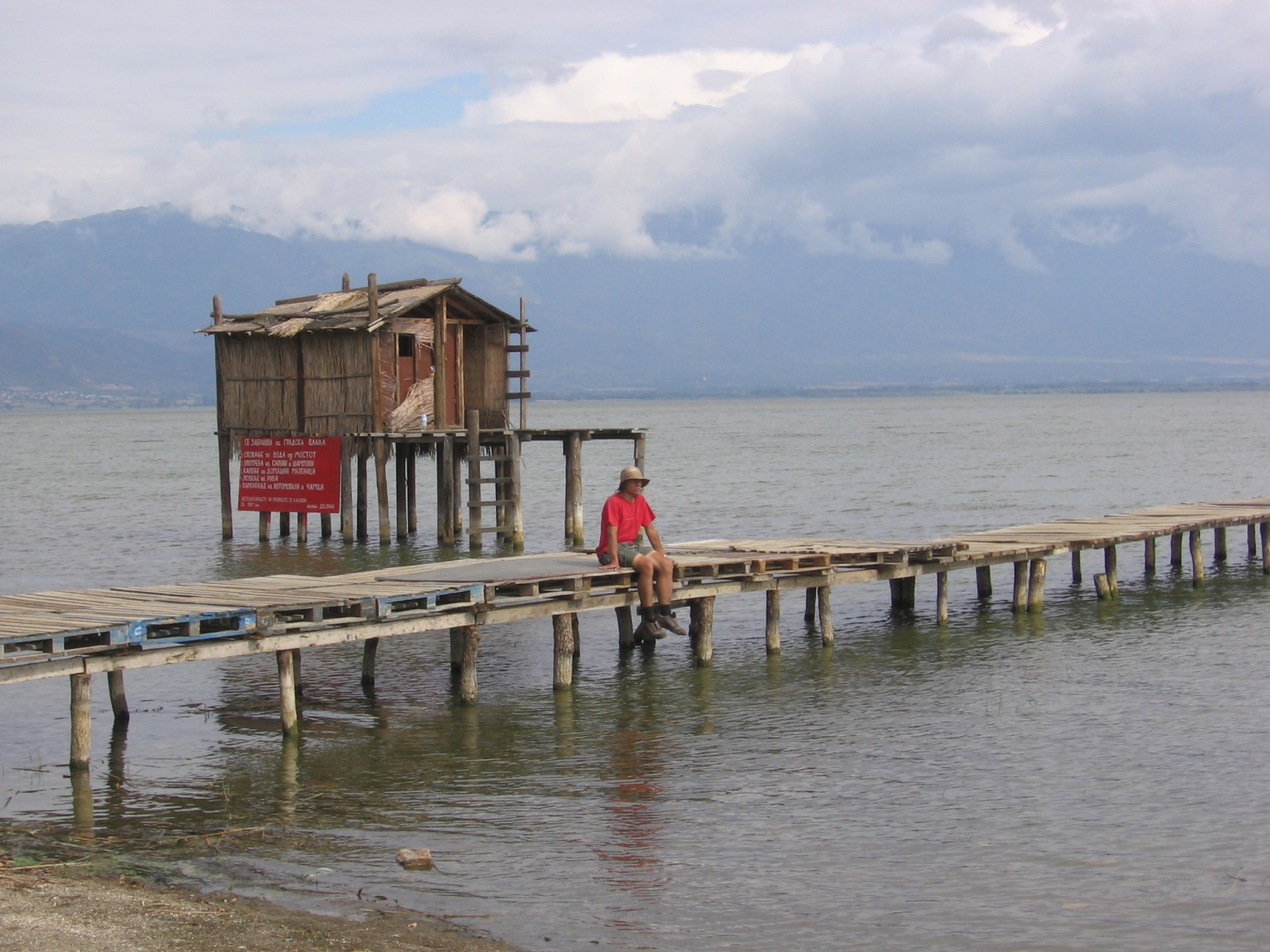
湖上小木屋
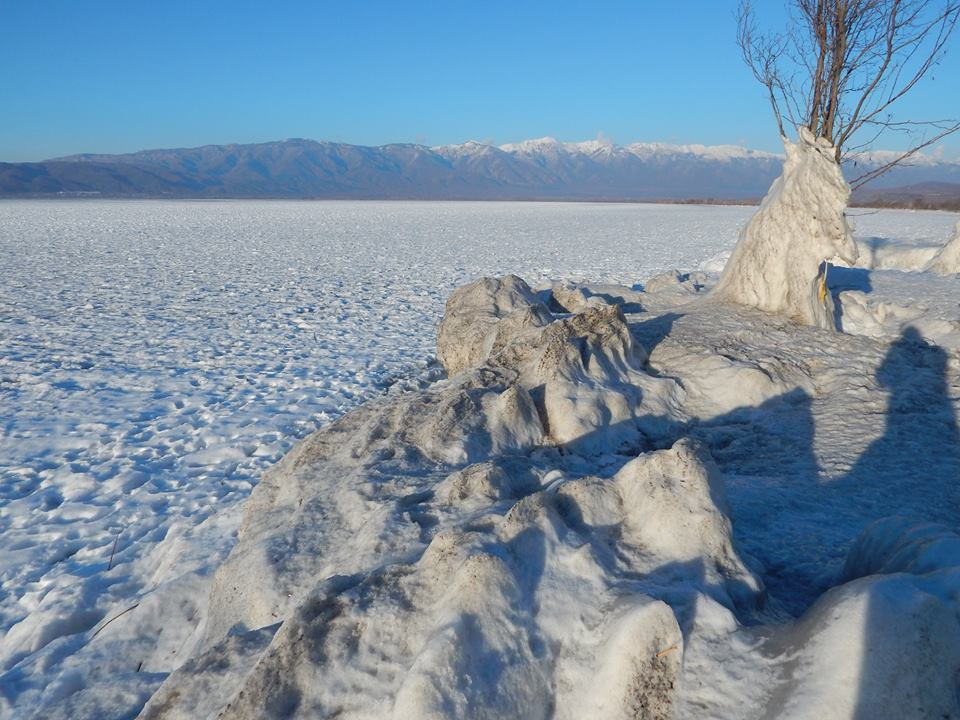
冬季被積雪覆蓋時

## 外部連結
- Commonwealth War Graves Commission article on The Doiran Memorial（页面存档备份，存于）